# Willie Wise
Willie M. Wise (San Francisco, 3 marzo 1947) è un ex cestista statunitense, professionista nella ABA e nella NBA.

## Carriera
Venne selezionato dai San Francisco Warriors al quinto giro del Draft NBA 1969 (64ª scelta assoluta).

## Statistiche
| † | Denota una stagione in cui ha vinto il titolo ABA |
| * | Primo nella lega                                  |

### ABA-NBA

#### Regular season
| Anno            | Squadra                | PG  | PT | MP   | TC%  | 3P%  | TL%  | RP   | AP  | PRP | SP  | PP   |
| --------------- | ---------------------- | --- | -- | ---- | ---- | ---- | ---- | ---- | --- | --- | --- | ---- |
| 1969-1970       | L.A. Stars (ABA)       | 82  |    | 33,0 | 47,6 | 23,5 | 65,1 | 11,6 | 2,5 |     |     | 15,2 |
| 1970-1971†      | Utah Stars (ABA)       | 82  |    | 32,6 | 46,4 | 29,4 | 66,8 | 9,8  | 2,5 |     |     | 15,8 |
| 1971-1972       | Utah Stars             | 84  |    | 39,3 | 50,5 | 33,3 | 72,5 | 10,6 | 3,4 |     |     | 23,2 |
| 1972-1973       | Utah Stars             | 83  |    | 37,7 | 47,9 | 16,7 | 78,4 | 8,2  | 3,3 |     |     | 22,0 |
| 1973-1974       | Utah Stars             | 82  |    | 40,1 | 49,0 | 12,5 | 79,0 | 7,6  | 3,7 | 1,4 | 0,5 | 22,3 |
| 1974-1975       | Virginia Squires (ABA) | 16  |    | 35,9 | 43,2 | 25,0 | 69,4 | 6,4  | 3,4 | 1,6 | 0,2 | 20,9 |
| 1975-1976       | Virginia Squires (ABA) | 46  |    | 29,2 | 41,5 | 0,0  | 77,1 | 5,7  | 2,7 | 1,2 | 0,3 | 13,7 |
| 1976-1977       | Denver Nuggets (NBA)   | 75  |    | 18,7 | 46,2 |      | 65,1 | 3,4  | 1,9 | 0,8 | 0,2 | 8,2  |
| 1977-1978       | Seattle S.Sonics       | 2   |    | 5,0  | 0,0  |      | 25,0 | 1,5  | 0,0 | 0,0 | 0,0 | 0,5  |
| Carriera ABA    | Carriera ABA           | 475 |    | 35,8 | 47,7 | 21,9 | 73,0 | 9,1  | 3,1 | 1,4 | 0,4 | 19,2 |
| Carriera NBA    | Carriera NBA           | 77  |    | 18,4 | 45,9 |      | 64,4 | 3,3  | 1,8 | 0,8 | 0,2 | 8,0  |
| Carriera Totale | Carriera Totale        | 552 |    | 33,4 | 47,5 | 21,9 | 72,4 | 8,3  | 2,9 | 1,2 | 0,3 | 17,6 |

#### Massimi in carriera
Regular Season
- Massimo di punti in ABA: 50 vs Kentucky Colonels (23 febbraio 1972)
- Massimo di punti in NBA: 20 vs Portland Trail Blazers (26 gennaio 1977)
- Massimo di rimbalzi in ABA: 22 vs Carolina Cougars (23 ottobre 1971)
- Massimo di rimbalzi in NBA: 9 (2 volte)
- Massimo di assist in ABA: 10 vs Pittsburgh Condors (21 febbraio 1972)
- Massimo di assist in NBA: 7 vs Seattle SuperSonics (16 gennaio 1977)
- Massimo di palle rubate in ABA: 4 (3 volte)*
- Massimo di palle rubate in NBA: 3 (4 volte)
- Massimo di stoppate in ABA: 3 vs San Diego Conquistadors (26 dicembre 1973)*
- Massimo di stoppate in NBA: 3 vs New York Nets (16 febbraio 1977)

(* tenendo conto dei dati ABA al momento disponibili e che le statistiche di queste categorie vennero registrate sistematicamente solo dalla stagione ABA 1973-1974)

#### Play-off
| Anno            | Squadra              | PG  | PT | MP   | TC%  | 3P%  | TL%  | RP   | AP  | PRP | SP  | PP   |
| --------------- | -------------------- | --- | -- | ---- | ---- | ---- | ---- | ---- | --- | --- | --- | ---- |
| 1970            | L.A. Stars (ABA)     | 12  |    | 19,8 | 51,5 | 0,0  | 48,4 | 5,3  | 1,9 |     |     | 9,6  |
| 1971†           | Utah Stars (ABA)     | 17  |    | 40,6 | 51,3 | 0,0  | 69,8 | 12,9 | 4,8 |     |     | 21,1 |
| 1972            | Utah Stars           | 11  |    | 41,6 | 56,3 | 0,0  | 67,5 | 11,6 | 3,0 |     |     | 25,3 |
| 1973            | Utah Stars           | 10  |    | 41,4 | 50,8 | 33,3 | 78,3 | 8,3  | 3,8 |     |     | 25,0 |
| 1974            | Utah Stars (ABA)     | 18* |    | 44,0 | 46,0 | 50,0 | 76,2 | 8,3  | 2,7 | 1,4 | 0,6 | 23,3 |
| 1977            | Denver Nuggets (NBA) | 6   |    | 17,7 | 34,1 |      | 68,0 | 4,7  | 0,5 | 0,0 | 0,2 | 7,5  |
| Carriera ABA    | Carriera ABA         | 68  |    | 38,1 | 50,4 | 20,0 | 71,0 | 9,5  | 3,3 | 1,4 | 0,6 | 20,9 |
| Carriera NBA    | Carriera NBA         | 6   |    | 17,7 | 34,1 |      | 68,0 | 4,7  | 0,5 | 0,0 | 0,2 | 7,5  |
| Carriera Totale | Carriera Totale      | 74  |    | 36,5 | 49,8 | 20,0 | 70,9 | 9,1  | 3,1 | 1,0 | 0,5 | 19,8 |

#### Massimi in carriera
Play-off
- Massimo di punti in ABA: 36 vs Dallas Chaparrals (3 aprile 1972)
- Massimo di punti in NBA: 14 vs Portland Trail Blazers (1º maggio 1977)
- Massimo di rimbalzi in ABA: 24 vs Kentucky Colonels (5 maggio 1971)
- Massimo di rimbalzi in NBA: 8 vs Portland Trail Blazers (1º maggio 1977)
- Massimo di assist in ABA: 9 vs Indiana Pacers (12 aprile 1971)
- Massimo di assist in NBA: 1 (3 volte)
- Massimo di palle rubate in ABA: 3 vs New York Nets (30 aprile 1974)*
- Massimo di palle rubate in NBA: 0
- Massimo di stoppate in ABA: 2 vs New York Nets (6 maggio 1974)*
- Massimo di stoppate in NBA: 1 vs Portland Trail Blazers (2 maggio 1977)

(* tenendo conto dei dati ABA al momento disponibili e che le statistiche di queste categorie vennero registrate sistematicamente solo dalla stagione ABA 1973-1974)

## Palmarès
- Campionato ABA: 1

Utah Stars: 1971
- ABA All-Rookie Team (1970)
- All-ABA Team: 2

Second Team: 1972, 1974
- ABA All-Defensive Team: 2

1973, 1974
- ABA All-Star Game: 3

1972, 1973, 1974
- Maggior numero di punti realizzati in stagione ai Playoff ABA (1974)
- Diciottesimo miglior marcatore di sempre ABA
- Nono miglior marcatore di sempre per numero di punti segnati nei Playoff ABA
- Diciassettesimo migliore rimbalzista di sempre ABA
- Ventitreesimo per numero di assist di sempre ABA
- Quattordicesimo per numero di tiri liberi realizzati nella storia dell'ABA
- Trentasettesimo miglior giocatore per palle rubate di sempre ABA
- ABA All-Time Team